# Uniwersytet Dōshisha
Uniwersytet Dōshisha, znany również jako Dodai (jap. 同大 Dōdai), jest prywatnym uniwersytetem japońskim w Kyoto. Założony został w 1875 roku i należy do najstarszych prywatnych szkół wyższych w Japonii. Na kampusie w Kioto zarejestrowanych jest około 30,000 studentów.

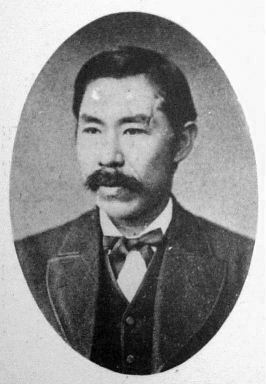
Joseph Hardy Neesima

Uniwersytet Doshisha został założony w 1875 roku jako Doshisha English School przez protestanta Niijimę Jo jako szkoła mająca na celu rozwój edukacji chrześcijańskiej w Japonii. Jako młody człowiek Niijima opuścił Japonię i w 1864 roku wyjechał do Stanów Zjednoczonych, pomimo obowiązującego wówczas zakazu podróży zagranicznych dla obywateli Japonii. Studiował w Phillips Academy i Amherst College, a do Japonii powrócił w 1874 roku. W następnym roku Niijima założył szkołę Doshisha. Niijima pełnił funkcję rektora uniwersytetu w latach 1875–1890. Do innych pierwszych prezydentów uniwersytetów należeli pedagog i autor Yamamoto Kakuma (1890–1892), Seito Saibara (1899–1902), który był pierwszym chrześcijańskim członkiem japońskiego parlamentu, Kenkichi Kataoka (1902–1904) oraz wybitny inżynier chemik Kotaro Shimomura (1904–1907). Tokio Yokoi, Tasuku Harada i Ebina Danjo również byli prezydentami.
W 1920 roku Doshisha uzyskała status uniwersytetu i przekształciła się w pełnoprawny uniwersytet w anglo-amerykańskiej tradycji akademickiej. Podczas II wojny światowej budynkom szkoły nadano japońskie nazwy, a z programu nauczania usunięto elementy prozachodnie. Warunki sprzed wojny zostały przywrócone po kapitulacji Japonii. Pierwsze programy studiów podyplomowych uruchomiono w 1953 roku.

## Wydział
W 2013 roku na kampusach Uniwersytetu Doshisha w Kioto pracowało 777 pracowników naukowych na pełen etat oraz 1411 pracowników naukowych na część etatu. Jeśli chodzi o badania, Doshisha złożyła 36. największą liczbę wniosków patentowych w kraju.
Uniwersytet Doshisha ma dwa główne kampusy: w Imadegawa w centrum Kioto i w Kyotanabe w południowym Kioto. Imadegawa to główny kampus, znajdujący się w dawnej rezydencji Satsuma Domain. Jest on używany od momentu założenia szkoły. Kampus położony jest w centrum Kioto, tuż obok Shōkoku-ji, z widokiem na Pałac Cesarski w Kioto. Pięć budynków na terenie kampusu Imadegawa zostało uznanych za Ważne Obiekty Kultury Japonii, w tym kaplica Doshisha i Clark Memorial Hall. Kampus ten przeznaczony jest przede wszystkim dla studentów wydziałów nauk humanistycznych, biznesu (w tym szkoły podyplomowej biznesu ), teologii i prawa. Duży ośrodek edukacyjny o powierzchni ponad 40 000 metrów kwadratowych, Ryoshinkan, otwarto w 2012 roku i w jego skład weszła stacja Imadegawa na linii Karasuma metra w Kioto .

Kampus Kyotanabe został otwarty w 1986 roku w Kyōtanabe w Kioto i jest częścią Kansai Science City. Ponad 195 akrów (0,79 km2 ) powierzchni, pełni przede wszystkim funkcję kampusu wydziałów nauk ścisłych i inżynieryjnych. W 2012 roku w odległości około 300 metrów od kampusu Imadegawa powstał nowy kampus Karasuma. Na terenie kampusu Karasuma mieści się Instytut Edukacji Międzynarodowej, Szkoła Podyplomowa Studiów Globalnych oraz Wydział Studiów Globalnych i Regionalnych.

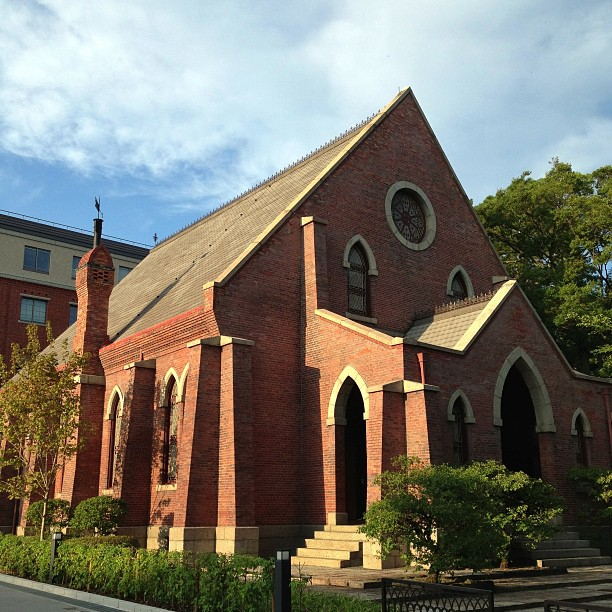
Kaplica Doshisha, Imadegawa
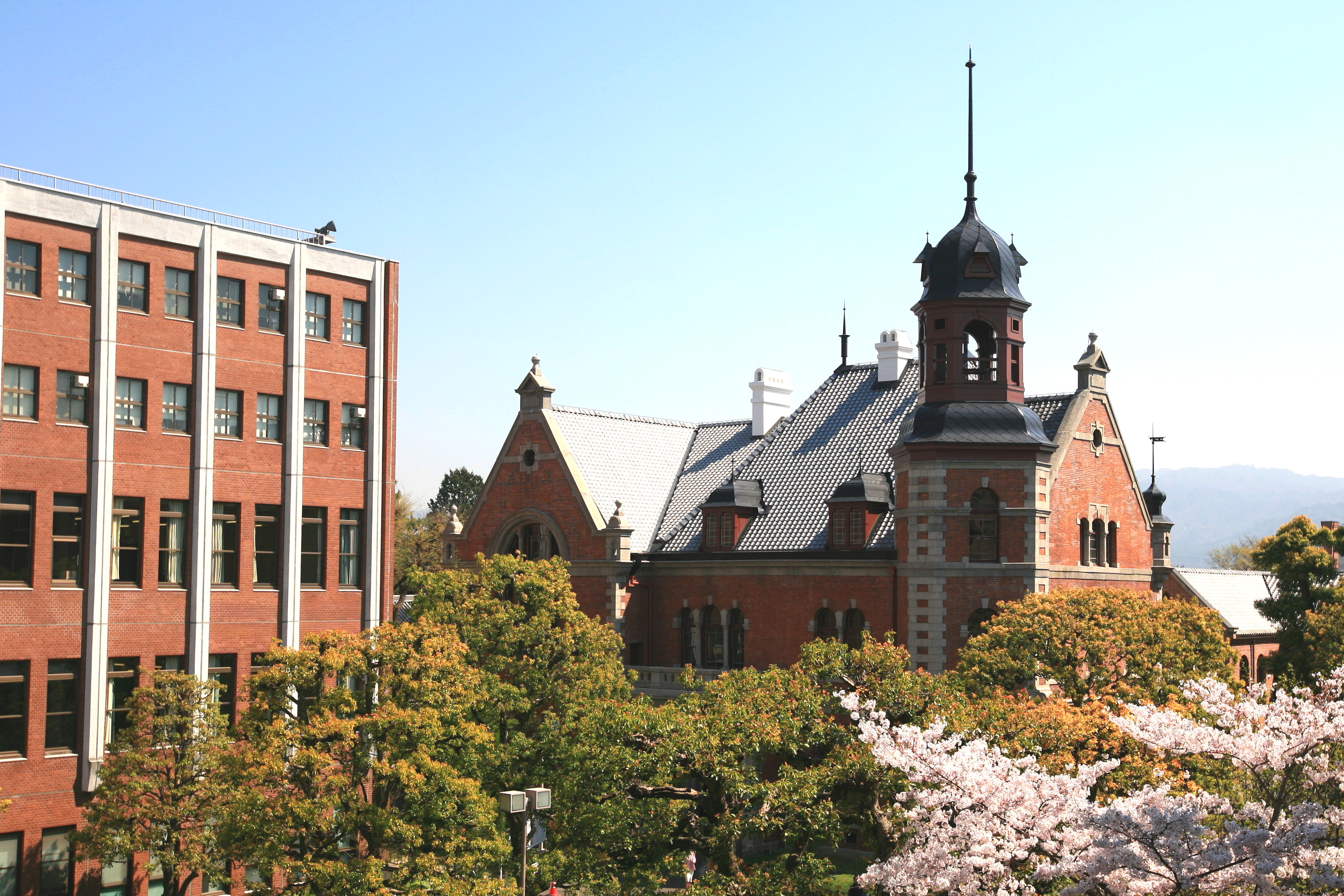
Hala Pamięci Clarka, Imadegawa
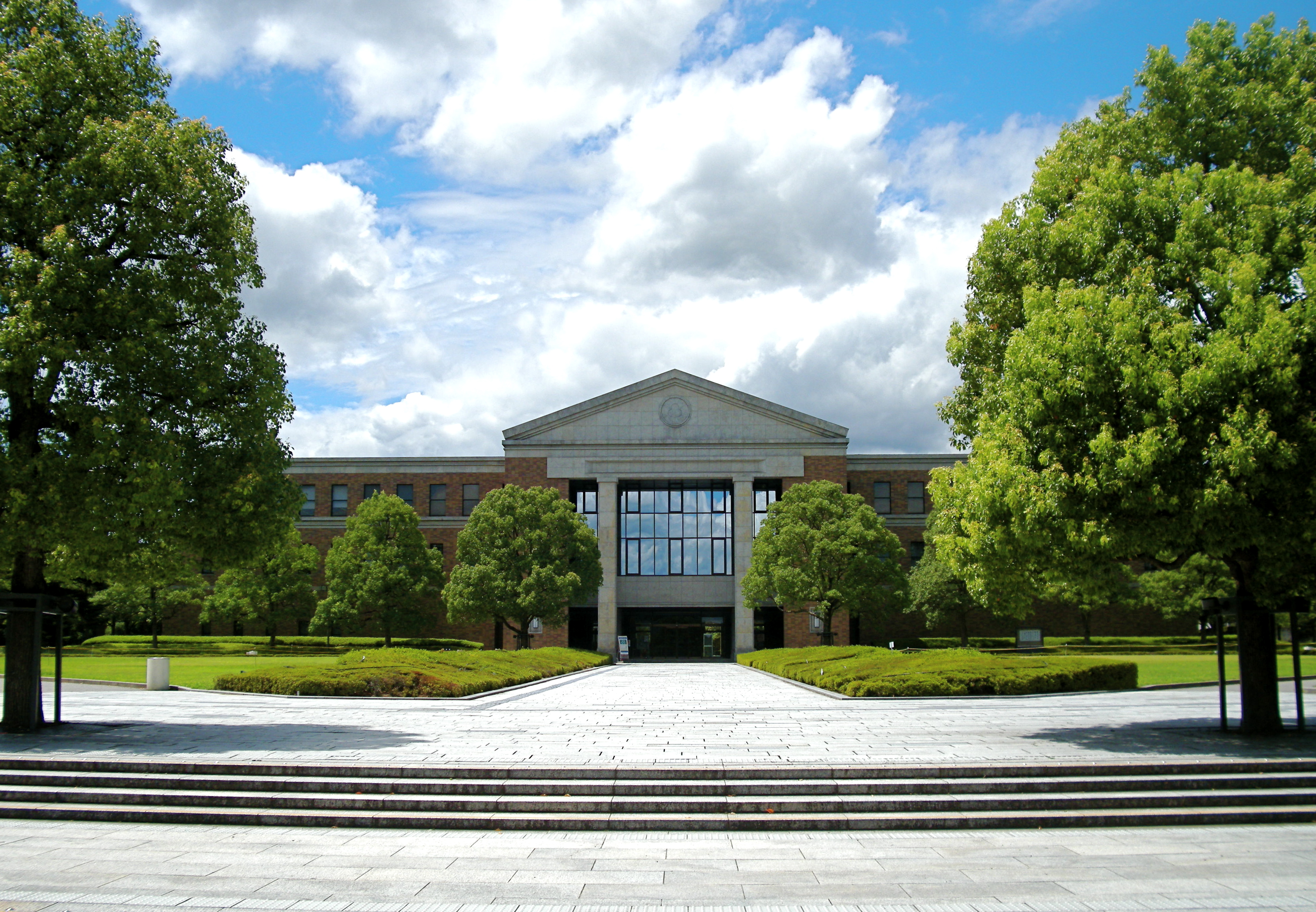
Biblioteka Pamięci Uczonych, Kyotanabe
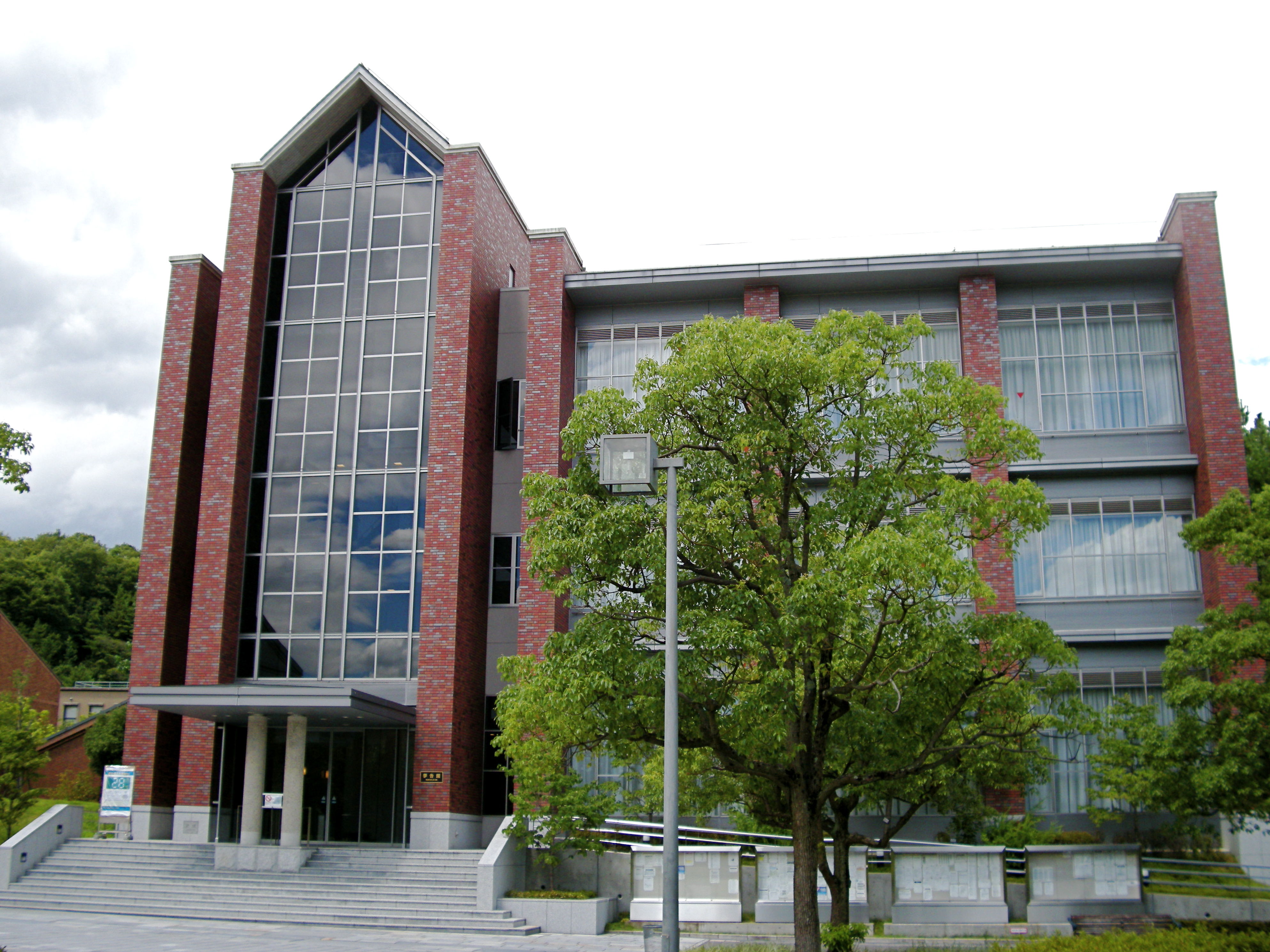
Mukokukan, Kiotanabe

## Absolwenci
Doshisha słynie z silnych powiązań z biznesem regionu Kansai. Według rankingu uniwersytetów Toyo Keizai z 2011 r. 533 absolwentów pełniło funkcje kierownicze w spółkach giełdowych. W 2013 roku około 25,5% studentów mogło rozpocząć pracę w jednej z 400 największych firm w Japonii, co daje im ósme miejsce wśród wszystkich prywatnych instytucji w kraju i pierwsze miejsce wśród prywatnych uniwersytetów w Kansai.
Do absolwentów Doshisha należą: Takako Doi, pierwsza kobieta pełniąca funkcję przewodniczącej Izby Niższej w Japonii (najwyższe stanowisko w historii kraju, jakie zajmowała kobieta polityk); Abe Isoo, wczesny pacyfista i feminista oraz członek japońskiego parlamentu; japoński mąż stanu Uchida Kosai, który dwukrotnie pełnił obowiązki premiera; japońskojęzyczny autor David Zoppetti ; koreański poeta Yun Dong-ju ; mistrz herbaty Hansō Sōshitsu ; i Gunpei Yokoi, twórca Game Boya .